# Сент Чарлс (Мериленд)
Сент Чарлс (енгл. St. Charles) град је у америчкој савезној држави Мериленд.

## Демографија
По попису из 2000. године број становника је 33.379.
| Група             | 2000.          | 2010.    |
| Белци             | 20.869 (62,5%) | 0 (0,0%) |
| Афроамериканци    | 9.571 (28,7%)  | 0 (0,0%) |
| Азијати           | 805 (2,4%)     | 0 (0,0%) |
| Хиспаноамериканци | 1.114 (3,3%)   | 0 (0,0%) |
| Укупно            | 33.379         | 0        |